# Akcelerator IE
Akcelerator IE – dodatek do przeglądarki Internet Explorer umożliwiający wyświetlenie zawartości z określonego serwisu internetowego wewnątrz innej strony internetowej na podstawie zaznaczonego tekstu. Ma to umożliwiać szybkie wyświetlenie dodatkowych informacji o wybranym pojęciu bez konieczności kopiowania tekstu do wyszukiwarki internetowej, czy wchodzenia na inną stronę.

## Działanie akceleratora
Akcelerator jest definiowany przez plik XML, który instalowany jest w przeglądarce internetowej, a zdefiniowany przez twórcę serwisu lub niezależnego dostawcę oprogramowania. Plik XML zawiera informację o tym, gdzie i w jakiej formie należy przesłać zaznaczony tekst. W odpowiedzi przeglądarka otrzymuje stronę internetową  prezentującą wyniki.